# Specie di Archaeidae
Di seguito sono descritte tutte le 70 specie della famiglia Archaeidae note al dicembre 2012.

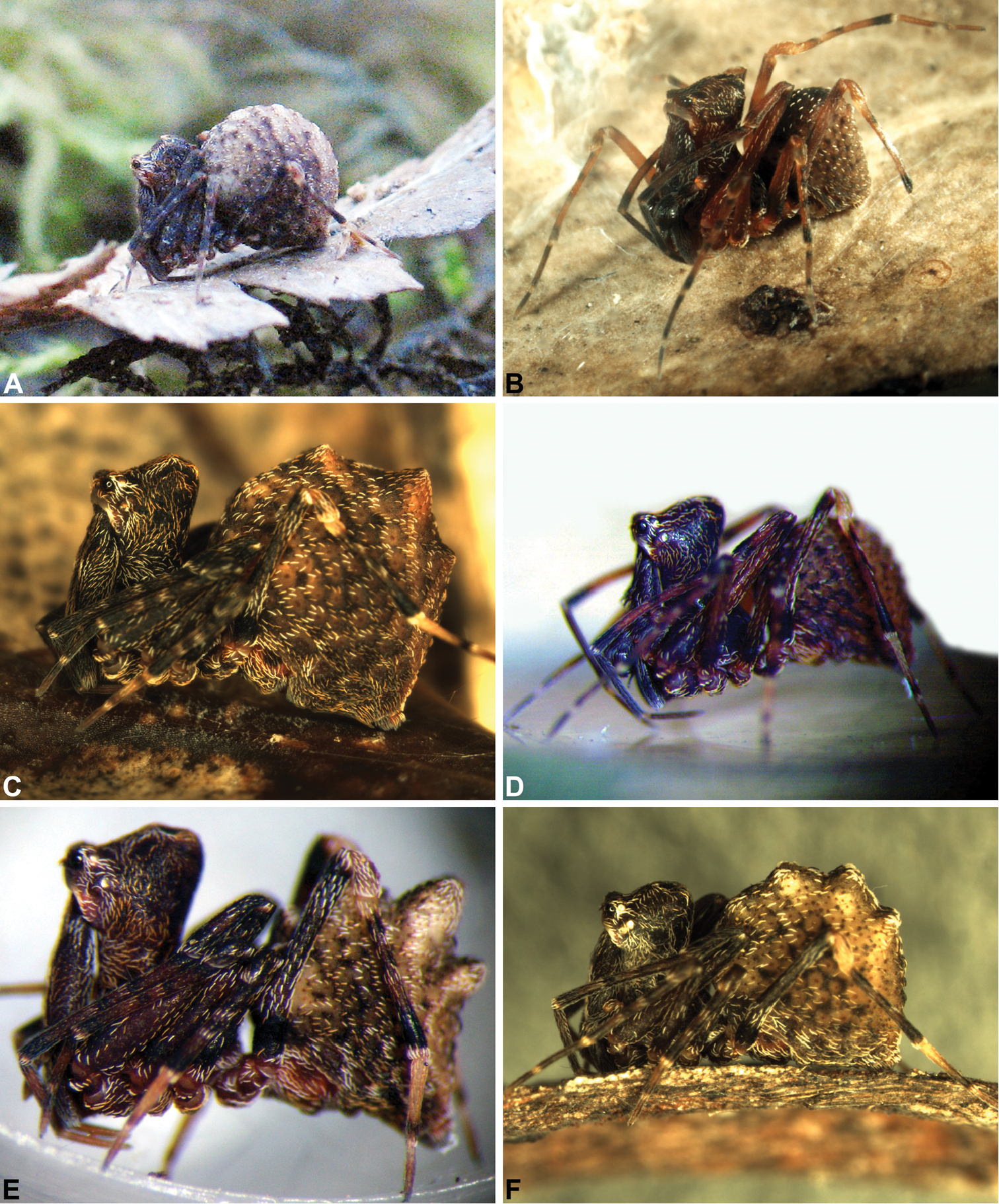
esemplari di Zephyrarachnea:
A (Zephyrarchaea vichickmani, femmina);
B (Zephyrarchaea barrettae, maschio);
C (Zephyrarchaea janineae, femmina);
D (Zephyrarchaea marki, maschio);
E (Zephyrarchaea mainae, femmina);
F (Zephyrarchaea mainae, femmina)

## Afrarchaea
Afrarchaea Forster & Platnick, 1984
- Afrarchaea bergae Lotz, 1996 — Sudafrica
- Afrarchaea entabeniensis Lotz, 2003 — Sudafrica
- Afrarchaea fernkloofensis Lotz, 1996 — Sudafrica
- Afrarchaea fisheri Lotz, 2003 — Madagascar
- Afrarchaea godfreyi (Hewitt, 1919) — Sudafrica, Madagascar
- Afrarchaea haddadi Lotz, 2006 — Sudafrica
- Afrarchaea harveyi Lotz, 2003 — Sudafrica
- Afrarchaea kranskopensis Lotz, 1996 — Sudafrica
- Afrarchaea lawrencei Lotz, 1996 — Sudafrica
- Afrarchaea mahariraensis Lotz, 2003 — Madagascar
- Afrarchaea ngomensis Lotz, 1996 — Sudafrica
- Afrarchaea royalensis Lotz, 2006 — Sudafrica
- Afrarchaea woodae Lotz, 2006 — Sudafrica

## Austrarchaea
Austrarchaea Forster & Platnick, 1984
- Austrarchaea alani Rix & Harvey, 2011 — Queensland
- Austrarchaea aleenae Rix & Harvey, 2011 — Queensland
- Austrarchaea binfordae Rix & Harvey, 2011 — Nuovo Galles del Sud
- Austrarchaea christopheri Rix & Harvey, 2011 — Nuovo Galles del Sud
- Austrarchaea clyneae Rix & Harvey, 2011 — Nuovo Galles del Sud, Queensland
- Austrarchaea cunninghami Rix & Harvey, 2011 — Queensland
- Austrarchaea daviesae Forster & Platnick, 1984 — Queensland
- Austrarchaea dianneae Rix & Harvey, 2011 — Queensland
- Austrarchaea griswoldi Rix & Harvey, 2012 — Queensland
- Austrarchaea harmsi Rix & Harvey, 2011 — Queensland
- Austrarchaea helenae Rix & Harvey, 2011 — Nuovo Galles del Sud
- Austrarchaea hoskini Rix & Harvey, 2012 — Queensland
- Austrarchaea judyae Rix & Harvey, 2011 — Queensland
- Austrarchaea karenae Rix & Harvey, 2012 — Queensland
- Austrarchaea mascordi Rix & Harvey, 2011 — Nuovo Galles del Sud
- Austrarchaea mcguiganae Rix & Harvey, 2011 — Nuovo Galles del Sud
- Austrarchaea milledgei Rix & Harvey, 2011 — Nuovo Galles del Sud
- Austrarchaea monteithi Rix & Harvey, 2011 — Nuovo Galles del Sud
- Austrarchaea nodosa (Forster, 1956) — Queensland, Nuovo Galles del Sud
- Austrarchaea platnickorum Rix & Harvey, 2012 — Nuovo Galles del Sud
- Austrarchaea raveni Rix & Harvey, 2011 — Queensland
- Austrarchaea smithae Rix & Harvey, 2011 — Nuovo Galles del Sud
- Austrarchaea tealei Rix & Harvey, 2012 — Queensland
- Austrarchaea thompsoni Rix & Harvey, 2012 — Queensland
- Austrarchaea wallacei Rix & Harvey, 2012 — Queensland
- Austrarchaea westi Rix & Harvey, 2012 — Queensland
- Austrarchaea woodae Rix & Harvey, 2012 — Queensland

## Eriauchenius
Eriauchenius O. P.-Cambridge, 1881
- Eriauchenius ambre Wood, 2008 — Madagascar
- Eriauchenius anabohazo Wood, 2008 — Madagascar
- Eriauchenius borimontsina Wood, 2008 — Madagascar
- Eriauchenius bourgini (Millot, 1948) — Madagascar
- Eriauchenius cornutus (Lotz, 2003) — Sudafrica
- Eriauchenius gracilicollis (Millot, 1948) — Madagascar
- Eriauchenius griswoldi Wood, 2008 — Madagascar
- Eriauchenius halambohitra Wood, 2008 — Madagascar
- Eriauchenius jeanneli (Millot, 1948) — Madagascar
- Eriauchenius lavatenda Wood, 2008 — Madagascar
- Eriauchenius legendrei (Platnick, 1991) — Madagascar
- Eriauchenius namoroka Wood, 2008 — Madagascar
- Eriauchenius pauliani (Legendre, 1970) — Madagascar
- Eriauchenius ratsirarsoni (Lotz, 2003) — Madagascar
- Eriauchenius spiceri Wood, 2008 — Madagascar
- Eriauchenius tsingyensis (Lotz, 2003) — Madagascar
- Eriauchenius vadoni (Millot, 1948) — Madagascar
- Eriauchenius voronakeli Wood, 2008 — Madagascar
- Eriauchenius workmani O. P.-Cambridge, 1881 — Madagascar

## Zephyrarchaea
Zephyrarchaea Rix & Harvey, 2012
- Zephyrarchaea austini Rix & Harvey, 2012 — Australia meridionale
- Zephyrarchaea barrettae Rix & Harvey, 2012 — Australia occidentale
- Zephyrarchaea grayi Rix & Harvey, 2012 — Victoria
- Zephyrarchaea janineae Rix & Harvey, 2012 — Australia occidentale
- Zephyrarchaea mainae Rix & Harvey, 2012 — Australia occidentale
- Zephyrarchaea marae Rix & Harvey, 2012 — Victoria
- Zephyrarchaea marki Rix & Harvey, 2012 — Australia occidentale
- Zephyrarchaea melindae Rix & Harvey, 2012 — Australia occidentale
- Zephyrarchaea porchi Rix & Harvey, 2012 — Victoria
- Zephyrarchaea robinsi Rix & Harvey, 2012 — Australia occidentale
- Zephyrarchaea vichickmani Rix & Harvey, 2012 — Victoria